# Otreius de Mélitène
Otreius de Mélitène (fl. fin du IVe siècle ) était un évêque de Mélitène. 

## Biographie
Otreius de Mélitène était l'un des trois évêques avec Grégoire de Nysse et Helladius de Césarée nommés par un édit de Théodose Ier (30 juillet 381; Cod Théod, LXVI, tit I, L. 3) pour occuper les sièges épiscopaux nommés « centres de la communion catholique de l'Est ». Il était chargé de l'éducation d'Euthyme le Grand et plus tard, l'ayant ordonné prêtre, il lui confiera la charge de tous les monastères du diocèse de Mélitène.